# Бад-Міттерндорф
Бад-Міттерндорф (нім. Bad Mitterndorf) — ярмаркова комуна  (нім. Marktgemeinde) в Австрії, у федеральній землі Штирія.
Входить до складу округу Ліцен. Населення становить 4940 особи (станом на 31 грудня 2020 року). Займає площу 196 км².

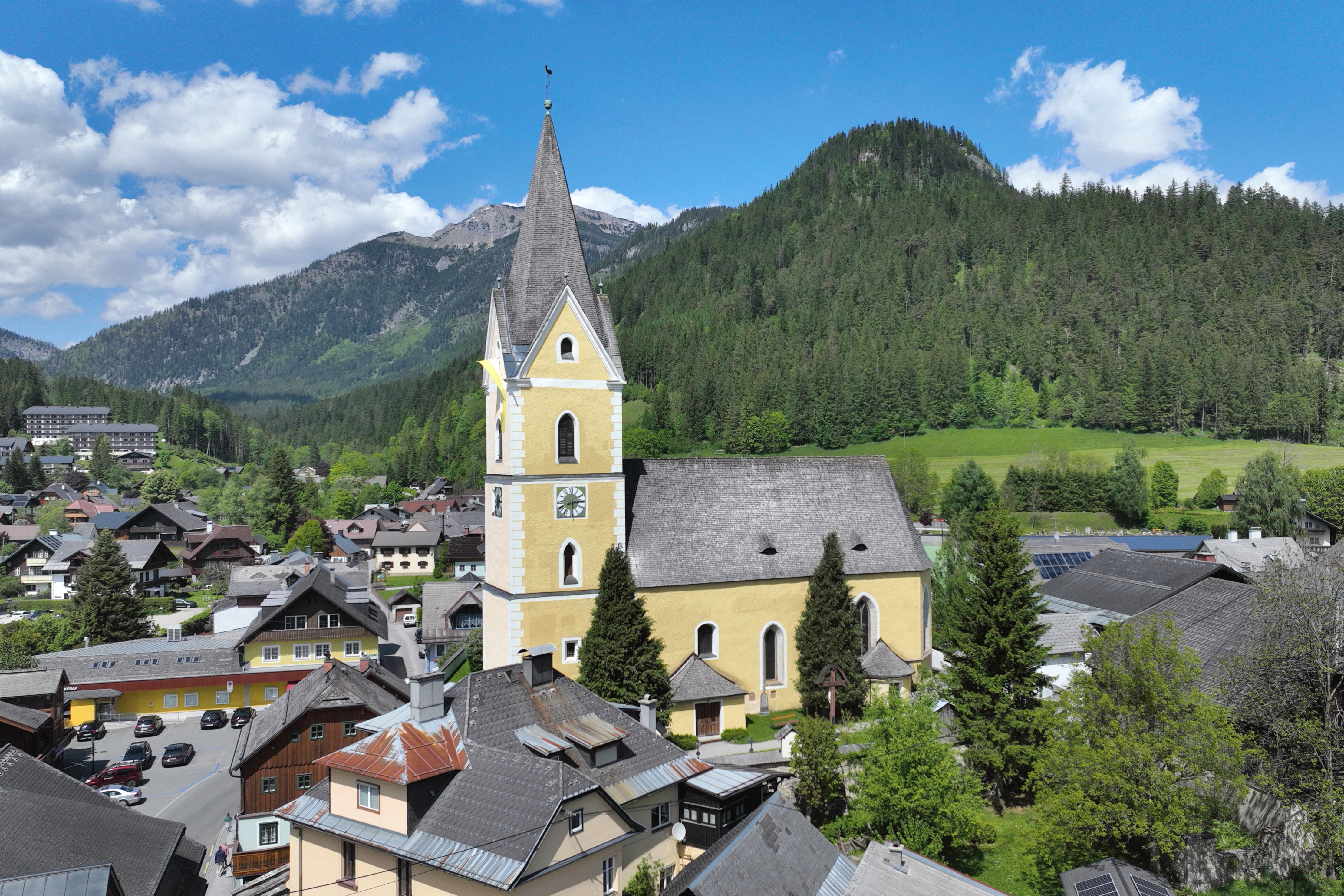
Кірха св. Маргарити, заснована у 1335

Найбільш ранні археологічні свідчення діяльності людини в межах муніципалітету — слов'янські. Це раннє середньовічне кладовище в районі Krungl, яке використовувалося з VIII до X століття. Крім того, у VIII столітті почалося збільшення імміграції баварських поселенців. Перша письмова згадка — 1147 рік. Муніципалітет як автономний орган створено у 1850 році. У 1945—1955 роках Міттерндорф був частиною американської зони окупації в Австрії.
Після закінчення Другої світової війни діяльність місцевої влади зосередилася в галузі зимового туризму. З 1972 року Міттерндорф — курортне місто з додаванням частки Бад-. У 2015 році після місцевої земельної реформи до муніципалітету приєднано колись незалежні поселення Таупліц та Піхль-Кайніш. У місті є три початкові школи і нова середня школа. Здавна відомий замок Schwanegg та традиція спортивних змагань 5 грудня, на честь святого Миколая.

## Розташування

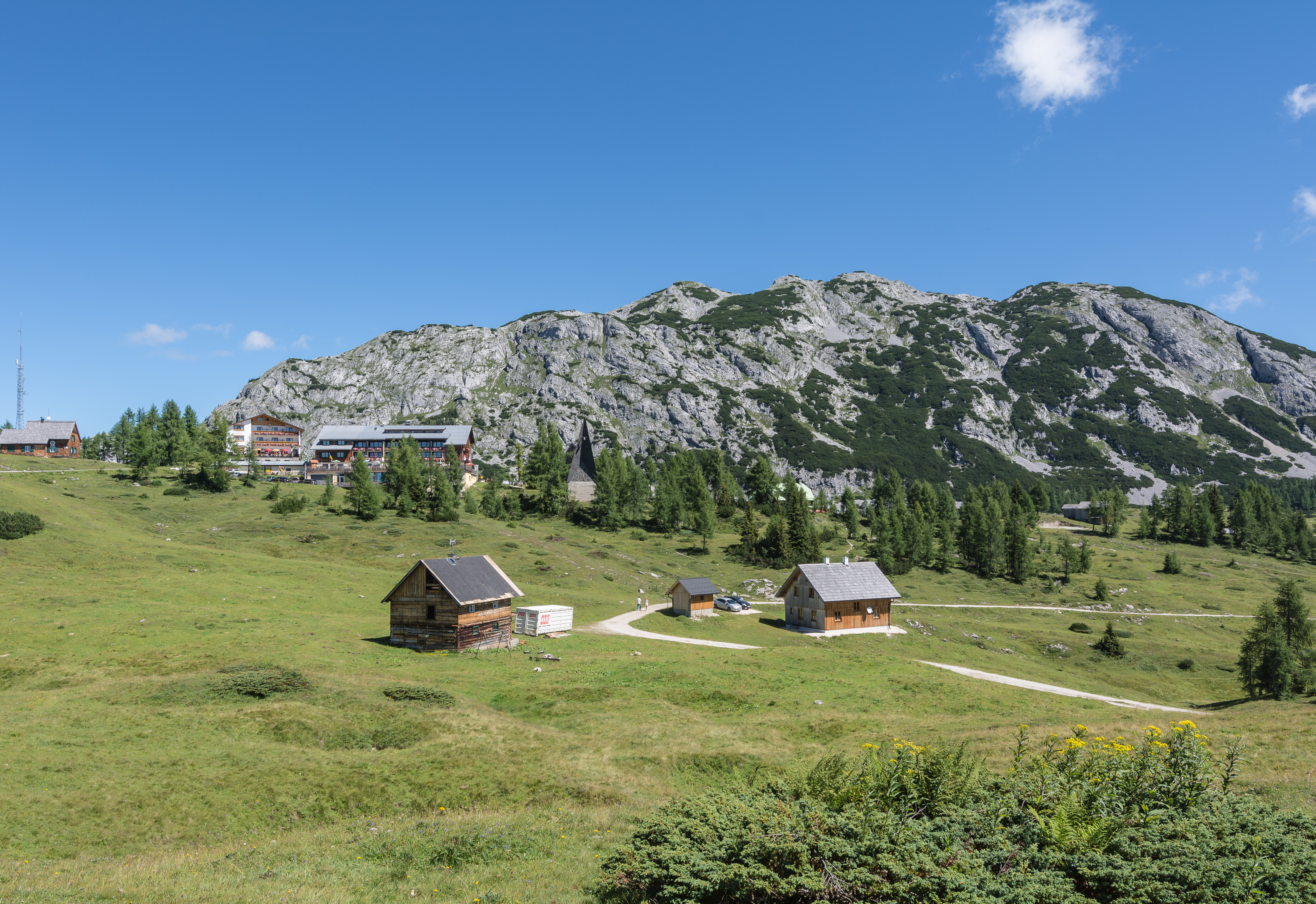
Бад-Міттерндорф

|            |              |                         |
| Бад-Аусзее | Розташування | Штайнах-Пюргг           |
| Гребмінг   |              | Міттерберг-Санкт-Мартін |

## Відомі мешканці
- Губерт Нойпер — австрійський стрибун з трампліна, олімпійський медаліст.
- Гілберт О'Салліван — вокаліст, клавішних, композитор, автор текстів.
- Вольфганг Лойтцль — австрійський стрибун з трампліна, олімпійський чемпіон, чемпіон світу.
- Томас Нойвірт — австрійський співак, що є драг-квіном під псевдонімом Кончі́та Ву́рст. Переможець 59-го пісенного конкурсу Євробачення.

## Міста-побратими
- Реттінген, ФРН